# Les Grandes-Loges

Les Grandes-Loges este o comună în departamentul Marne, Franța. În 2009 avea o populație de 266 de locuitori.